# Bring the Soul: The Movie
Bring the Soul: The Movie (tiếng Hàn: 브링 더 소울: 더 무비; Romaja: Beuring Deo Soul: Deo Mubi) là một bộ phim tài liệu Hàn Quốc năm 2019 được đạo diễn bởi Park Jun-soo với sự tham gia của nhóm nhạc nam Hàn Quốc BTS.  Được đồng sản xuất bởi Big Hit Entertainment và A Camp Entertainment và phân phối bởi Trafalgar Releasing, bộ phim được phát hành có giới hạn vào ngày 7 tháng 8 năm 2019.

## Nội dung
Bộ phim xen kẽ giữa các buổi biểu diễn ở các thành phố khác nhau trong chuyến lưu diễn Love Yourself World Tour của nhóm cùng những cuộc trò chuyện của các thành viên được quay "trên sân thượng ở Paris" sau khi kết thúc chặng diễn ở châu Âu vào tháng 10 năm 2018.

## Phát hành
Bộ phim được công bố lần đầu tiên vào ngày 26 tháng 6 năm 2019 trên Twitter thông qua tài khoản chính thức của BTS. Vé xem được mở bán vào ngày 3 tháng 7. Bộ phim được phát hành tại 110 quốc gia trên toàn cầu và là "sự kiện ra mắt phim chiếu rạp có quy mô lớn nhất trong lịch sử".

## Đón nhận

### Doanh thu phòng vé
Sau khi bộ phim được phát hành, có thông tin cho rằng Bring the Soul: The Movie đã thu về 4,4 triệu USD ở Hoa Kỳ và Canada cũng như 8,2 triệu USD ở các vùng lãnh thổ khác với tổng doanh thu trên toàn cầu là 12,6 triệu USD.
Tại Hoa Kỳ, bộ phim được công chiếu tại 873 rạp chiếu phim, thu về 2,3 triệu USD trong tuần đầu tiên công chiếu và tổng doanh thu 4,4 triệu USD trong 5 ngày đầu tiên. Trong những ngày cuối tuần, bộ phim thu thêm 8,2 triệu USD ở các vùng lãnh thổ khác trên toàn cầu.
Theo Forbes, nhà phân phối phim Trafalgar Releasing thông báo rằng bộ phim đã thu về 24,3 triệu USD trên toàn cầu, một lần nữa phá kỷ lục phòng vé cho sự kiện phim chiếu rạp được xem nhiều nhất. Bộ phim đầu tiên của BTS là Burn the Stage: The Movie thu về 18,5 triệu USD sau khi công chiếu có giới hạn lần thứ hai vào năm ngoái.
Variety báo cáo rằng "bộ phim tài liệu đã bán được kỷ lục 2,55 triệu vé trên 112 vùng lãnh thổ trên toàn cầu – mức cao nhất trong lịch sử cho một sự kiện phim chiếu rạp".